# Playa monstruo

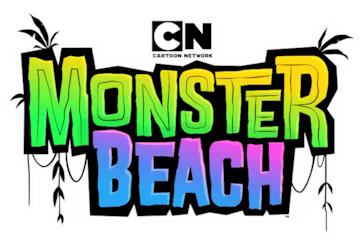
Logotipo de Monster Beach. Encontrado en

Playa monstruo es una serie de televisión australiana creada por Bruce Kane, Maurice Argiro (quien también creó Kitty no es un gato) y Patrick Crawley, que se estrenó por primera vez como un especial de televisión de 70 minutos en Cartoon Network el 31 de octubre de 2014 y luego se encargó como una serie completa que se emitirá en 2020. Producida originalmente por las empresas Bogan Entertainment Solutions (más tarde Studio Moshi) y Fragrant Gumtree Entertainment (en asociación con Cartoon Network Asia Pacific ), es la segunda producción animada local encargada por el canal después de Exchange Student Zero. Fue lanzado en DVD el 1 de junio de 2016 desdeLoco Entretenimiento .
En 2017, Cartoon Network dio luz verde a una serie para una serie de televisión de 52 episodios que consta de episodios de 11 minutos; se anunció un episodio piloto basado en la propia película televisada, pero nunca se estrenó.
La serie comenzó a transmitirse en Cartoon Network Australia el 11 de abril de 2020 y ganó el premio al Mejor programa de televisión animado en los premios Content Asia Awards de 2020. Monster Beach is animated by Studio Moshi in Australia
and Inspidea in Malaysia.

## Personajes y voces
- Kazumi Evans - Jan / Murmurmaid 2
- Elishia Perosa - Dean
- Rove McManus - The Mutt, Dr Knutt, Hodad
- Bill Newton - Brainfreeze
- Kelly Sheridan - Widget / Murmurmaid 1
- Brian Dobson - Lost Patrol / Headache
- Nadeen Lightbody - Amphibia
- Patrick Crawley - Mad Madge
- Hiro Kanagawa - Stress Leave
- Stephen Hall - Butterfield
- Brian Drummond - The Tikis
- Garry Chalk - Uncle Woody

## Episodios
| N.º | Título                                                    | Fecha de emisión original | Fecha de emisión Latinoamérica | Código Prodcución |
| --- | --------------------------------------------------------- | ------------------------- | ------------------------------ | ----------------- |
| 1 | «El cono del espacio exterior» «It Cone From Outer Space» | 11 de abril de 2020       | 27 de septiembre de 2021       | 106               |
| Cuando Mutt no deja de rascarse, el cono que tiene que usar en el cuello registra señales de radio. ¡Mutt se da cuenta de que tiene que salvar Playa Monstruo de una invasión extraterrestre inminente! - Nota: Este episodio se estrenó en el bloque Festival HBO Max el 26 de septiembre de 2021. |                                                           |                           |                                |                   |
| 2 | «Knutt se pasa» «Knutt Drops In»                          | TBA                       | 20 de diciembre de 2021        | 117               |
| Nadie rompe la regla de oro de Monster Beach: no te dejes caer en la ola de otra persona. Excepto por el Dr. Knutt. Entonces Dean y su tabla de surf artificialmente inteligente Surflexa deben darle una lección al Dr. Knutt.                                                                     |                                                           |                           |                                |                   |
| 3 | «Vibraciones macabras» «Ghoul Vibrations»                 | TBA                       | 13 de septiembre de 2021       | 104               |
| Cuando Mutt encuentra un auto enterrado en la playa, ¡él y Jan deciden repararlo para que Jan pueda conducir el Volcano 500! Dean sospecha que este no es un auto común y corriente y que Jan podría estar en graves problemas.                                                                     |                                                           |                           |                                |                   |
| 4 | «Susto cámara acción» «Frights Camera Action»             | TBA                       | 27 de diciembre de 2021        | 118               |
| Dean decide hacer una película de terror con monstruos con el elenco de Monster Beach, pero es muy difícil recordar tu visión creativa cuando estás negociando con monstruos literales. |                                                           |                           |                                |                   |
| 5 | «Mala huelga» «Striking Bad»                              | TBA                       | 20 de septiembre de 2021       | 105               |
| Cuando Brainfreeze y Mutt convencen a los tikis de rebelarse contra el doctor Knutt, los tikis pierden el control muy rápido. Jan y Dean deben negociar un acuerdo... entre una horda enloquecida y un megalómano rechazado.                                                                        |                                                           |                           |                                |                   |
| 6 | «Peores amigos» «Doommates»                               | TBA                       | 25 de octubre de 2021          | 110               |
| Cuando Brainfreeze destruye accidentalmente el garaje de Mutt, los mejores amigos deciden mudarse juntos. Después de todo, vivieron juntos una vez antes. Pero, ¿sobrevivirá su amistad, o su casa?                                                                                                 |                                                           |                           |                                |                   |
| 7 | «Yo lava surfear» «I Lava To Surf»                        | TBA                       | 22 de noviembre de 2021        | 113               |
| El volcán del Dr. Knutt está a punto de entrar en erupción, a menos que Dan y Jean puedan detenerlo. Los monstruos desearían poder ayudar, pero la oportunidad de surfear lava caliente de un volcán hacia el mar podría resultar demasiado tentadora.}                                             |                                                           |                           |                                |                   |
| 8 | «Al-Tiki-Ado» «Tiki'D Off»                                | TBA                       | 4 de octubre de 2021           | 107               |
| Cuando Lost Patrol se encuentra en una guerra territorial con el Dr. Knutt y los Tikis, es cada monstruo por sí mismo, hasta que ambos se ven expulsados de la playa. ¿Quizás puedan ser amigos después de todo?                                                                                    |                                                           |                           |                                |                   |
| 9 | «Prácticamente perrosidad» «Next To Dogliness»            | TBA                       | 18 de octubre de 2021          | 109               |
| Cuando Mutt es poseído por el perro más apestoso de la historia del mundo, Jan y Dean deben salvar la ciudad del hedor, lo que significa pedir la ayuda del malvado Dr. Knutt. |                                                           |                           |                                |                   |
| 10 | «Nación termita» «Termite Nation»                         | TBA                       | 6 de septiembre de 2021        | 103               |
| Cuando el doctor Knutt produce una mutación accidental en una plaga de termitas, decide casarse con la reina para controlar a su ejército. Los niños deben impedir la boda... ¡antes de que Knutt se convierta en el plato principal!                                                               |                                                           |                           |                                |                   |
| 11 | «Ir deseando» «Gone Wishin»                               | TBA                       | 1 de noviembre de 2021         | 111               |
| Brainfreeze conjura accidentalmente a un genio, pero todos en Monster Beach están demasiado felices para usar tres deseos. Lo que realmente necesita este genio aburrido es un descontento sin brújula moral.                                                                                       |                                                           |                           |                                |                   |
| — | «TBA» «Swampy Thing»                                      | TBA                       | 2022                           | —                 |
| 13 | «Abusivos acuáticos» «Lagoon Goons»                       | TBA                       | 30 de agosto de 2021           | 102               |
| Cuando dos leones marinos de Nueva Zelanda en peligro de extinción aparecen en Monster Beach, Amphibia satisface todos sus caprichos en un intento desesperado por protegerlos de la extinción. |                                                           |                           |                                |                   |
| 14 | «Altamar, alta sal» «High Seas Hi Jinx»                   | TBA                       | 8 de noviembre de 2021         | 112               |
| Lost Patrol rescata a Mutt del tormentoso oleaje, qué héroe. El problema es que Mutt no cree que necesite ser rescatado. Los dos tienen que luchar contra éste en una tabla de surf en medio de la nada.                                                                                            |                                                           |                           |                                |                   |
| 15 | «Widget pierde la cabeza» «It Cone From Outer Space»      | 11 de abril de 2020       | 23 de agosto de 2021           | 101               |
| Al despertarse un día, Widget descubre que su cuerpo se fue en mitad de la noche... ¡qué mal! Jan y Dean deben ayudarla a encontrarlo... antes de que se case por accidente con alguien que nunca conoció.                                                                                          |                                                           |                           |                                |                   |
| 16 | «Bueno y Knutty» «Knutty And Nice»                        | TBA                       | 11 de octubre de 2021          | 108               |
| Cuando el Dr. Knutt no puede encontrar la diversión en hacer cosas malas, se deben tomar medidas drásticas. Jan le aconseja que intente hacer algunas buenas obras en su lugar, pero puede que sea necesario hacerlo.                                                                               |                                                           |                           |                                |                   |
| — | «TBA» «Surf Power»                                        | TBA                       | 2022                           | —                 |
| 18 | «Cazadores de tesoros» «Treasure Hunters»                 | TBA                       | 6 de diciembre de 2021         | 115               |
| Widget y Brainfreeze encuentran un mapa del tesoro y toda la ciudad se une a la búsqueda del tesoro enterrado. Todos tienen planes sobre qué hacer con sus ganancias, pero no son muy buenos para leer mapas.                                                                                       |                                                           |                           |                                |                   |
| — | «TBA» «Bored Games»                                       | TBA                       | 2022                           | —                 |
| — | «TBA» «Talk to the Hand»                                  | TBA                       | 2022                           |                   |
| — | «TBA» «The Back Nine»                                     | TBA                       | 2022                           | —                 |
| — | «TBA» «Madge's Broken Mug»                                | TBA                       | 2022                           | —                 |
| — | «TBA» «Switch Doctor»                                     | TBA                       | 2022                           | —                 |
| — | «TBA» «Micro Monsters»                                    | TBA                       | 2022                           | —                 |
| — | «TBA» «Monster Safari»                                    | TBA                       | 2022                           | —                 |
| — | «TBA» «Pet Rocked»                                        | TBA                       | 2022                           | —                 |
| — | «TBA» «Lost and Found Patrol»                             | TBA                       | 2022                           | —                 |
| — | «TBA» «Brain Thaw»                                        | TBA                       | 2022                           | —                 |
| — | «TBA» «Fan Service»                                       | TBA                       | 2022                           | —                 |
| — | «TBA» «Whale of a Problem»                                | TBA                       | 2022                           | —                 |
| 31 | «Euro con talento» «Euro So Talented»                     | TBA                       | 13 de diciembre de 2021        | 116               |
| Cuando la isla Icki Icki gana la entrada comodín al concurso Euro con talento, los monstruos forman una banda, Monster Metal Doom Party. Pero sus gerentes, Dean y Jan, tienen mucho trabajo por delante.                                                                                           |                                                           |                           |                                |                   |
| — | «TBA» «Butterknutt Squash»                                | TBA                       | 2022                           | —                 |
| — | «TBA» «The Murmurrmen Boys»                               | TBA                       | 2022                           | —                 |
| — | «TBA» «Boo Plate Special»                                 | TBA                       | 2022                           | —                 |
| — | «TBA» «You've Been Served»                                | TBA                       | 2022                           | —                 |
| — | «TBA» «Devil May Careful»                                 | TBA                       | 2022                           | —                 |
| — | «TBA» «Monster Wrestling»                                 | TBA                       | 2022                           | —                 |
| — | «TBA» «Jailhouse Mutt»                                    | TBA                       | 2022                           | —                 |
| — | «TBA» «Monster Make Over»                                 | TBA                       | 2022                           | —                 |
| — | «TBA» «Three Monsters and a Tiki»                         | TBA                       | 2022                           | —                 |
| 41 | «Dr. MAPS» «Doctor BFF»                                   | TBA                       | 29 de noviembre de 2021        | 114               |
| El Dr. Knutt decide que quiere algunos amigos. En lugar de esforzarse por hacer alguna, hace una poción de MAPS. Pero mientras Jan y Dean encuentran un antídoto, el Dr. Knutt decide que la amistad no es su estilo.                                                                               |                                                           |                           |                                |                   |
| — | «TBA» «Monster Nerd Out»                                  | TBA                       | 2022                           | —                 |
| — | «TBA» «Short on Shorts»                                   | TBA                       | 2022                           | —                 |
| — | «TBA» «Where Wolf?»                                       | TBA                       | 2022                           | —                 |
| — | «TBA» «Mayor or Mayor Not»                                | TBA                       | 2022                           | —                 |
| — | «TBA» «Rain Damage»                                       | TBA                       | 2022                           | —                 |
| — | «TBA» «Teddle's Teddy»                                    | TBA                       | 2022                           | —                 |
| — | «TBA» «Invisible Manny»                                   | TBA                       | 2022                           | —                 |